# New Wave (album d'Against Me!)
Pour les articles homonymes, voir New wave (homonymie).
Albums de Against Me!
Americans Abroad!!! Against Me!!! Live in London!!!
(2006)
New Wave est le quatrième album studio pleine longueur du groupe punk rock Against Me! et leur premier album sous l'étiquette Sire Records. Produit par Butch Vig, très connu pour le succès de Nevermind, l'album est sorti le 10 juillet, 2007. Il a débuté au #57 du Billboard 200 à sa première semaine. Le premier single de l'album, "White People for Peace", est sorti en mai 2007, avant la sortie de l'album. Le deuxième single, "Thrash Unreal" a suivi en juillet 2007, suivi de "Stop" début 2008.
New Wave est le premier album d'Againt Me! qui ne contient aucune piste acoustique.
En août 2007, l'auteur-compositeur-interprète Ben Lee a repris l'album entier et l'a publié gratuitement en format MP3 sur son blog. En expliquant pourquoi il avait décidé de reprendre l'album, Lee a dit "Je suis tombé amoureux de cet album. Vraiment. Genre je pouvais pas arrêter de l'écouter. Aussi fort et excellent qu'il peut sonner, cet album est sans conteste un chef-d’œuvre pop."
L'album a été classé #1 comme Album de l'année du Spin Magazine et #9 sur la liste du Top 50 des albums de l'année 2007 du Rolling Stone.

## Production
New Wave est le premier album du groupe à sortir sous l'étiquette Sire Records. Certains fans ont été choqués par cette décision, en qualifiant le groupe de « vendus ». Grace réagit rapidement en disant que certaines personnes de la scène punk étaient « très fermées d'esprit ».
L'album était originellement prévu pour le printemps 2007, mais il a été reporté en raison de problèmes de mixage. Le mixage devait débuter le 1er février, 2007, mais a été repoussé au 9 février. Le groupe devait commencer la tournée le 20 février, donc ils ont dû terminer de mixer dix jours avant de partir en tournée. Durant leur périple, le producteur Butch Vig et le mixeur Rich Costey envoyaient des courriels au groupe pour qu'ils puissent les écouter et les commenter les morceaux.
La collaboration de Tegan Quin sur "Borne on the FM Waves of the Heart" remonte au 2006 Warped Tour lorsque Quin et un ami interviewaient des groupes pour la chaîne canadienne MuchMusic. Quand son ami lui a dit qu'elle allait interviewer Against Me!, Quin, une fan du groupe, a demandé de la faire à sa place. Durant l'entrevue, le groupe a mentionné qu'ils enregistraient un nouvel album et Quin a répondu en blague quelque chose comme « vous devriez me laisser chanter sur le disque ». Laura Jane Grace  était une grande fan de Tegan and Sara et aimait la voix de Quin. Elle a eu une idée pour un duo avec Quin et a écrit "Borne on the FM Waves of the Heart" avec sa voix en tête,.
Dans son numéro de janvier 2008, le Spin Magazine a nommé New Wave comme album de l'année, en battant les favoris comme Arcade Fire et Radiohead.

## Pistes
Toutes les pistes écrites par Laura Jane Grace.
| #  | Titre                                                                | Temps |
| -- | -------------------------------------------------------------------- | ----- |
| 1  | New Wave                                                             | 3:29  |
| 2  | Up the Cuts                                                          | 2:53  |
| 3  | Thrash Unreal                                                        | 4:14  |
| 4  | White People for Peace                                               | 3:33  |
| 5  | Stop!                                                                | 2:34  |
| 6  | Borne on the FM Waves of the Heart - (mettant en vedette Tegan Quin) | 4:10  |
| 7  | Piss and Vinegar                                                     | 2:27  |
| 8  | Americans Abroad                                                     | 2:17  |
| 9  | Animal                                                               | 3:21  |
| 10 | The Ocean                                                            | 4:39  |

## B-Sides
- "Full Sesh" (sur le 7" White People for Peace)
- "You Must Be Willing" (sur le 7" White People for Peace)
- "Gypsy Panther" (sur le 7" Stop)
- "White People for Peace" remixé par Butch Vig (sur le 12" White People for Peace)

## Personnel
- Laura Jane Grace – Voix, guitare, dessin de la panthère sur la couverture
- James Bowman – Guitare, back vocals
- Andrew Seward – Basse, voix
- Warren Oakes – Batterie, voix
- Tegan Quin – Voix additionnelles sur "Borne on the FM Waves of the Heart"
- Butch Vig – Producteur, mixeur de "White People for Peace"
- Rich Costey – mixeur
- Paul Schiek – photos